# Plicisyrinx
Plicisyrinx is een geslacht van weekdieren uit de klasse van de Gastropoda (slakken).

## Soorten
- Plicisyrinx binicostata Sysoev & Kantor, 1986
- Plicisyrinx decapitata Sysoev & Kantor, 1986
- Plicisyrinx plicata (Okutani, 1964)
- Plicisyrinx vitjazi Sysoev & Kantor, 1986